# Noah Bowman
Noah Bowman (Calgary, 8 mei 1992) is een Canadese freestyleskiër, die is gespecialiseerd op het onderdeel halfpipe. Hij vertegenwoordigde zijn vaderland op de Olympische Winterspelen 2014 in Sotsji en op de Olympische Winterspelen 2018 in Pyeongchang.

## Carrière
Bij zijn wereldbekerdebuut, in januari 2009 in Les Contamines-Montjoie, scoorde Bowman direct wereldbekerpunten. Op de wereldkampioenschappen freestyleskiën 2011 in Deer Valley eindigde de Canadees als elfde in de halfpipe. In maart 2011 behaalde hij in La Plagne zijn eerste toptienklassering in een wereldbekerwedstrijd. In maart 2012 stond Bowman in Mammoth voor de eerste maal in zijn carrière op het podium van een wereldbekerwedstrijd. In Voss nam de Canadees deel aan de wereldkampioenschappen freestyleskiën 2013. Op dit toernooi eindigde hij als tiende in de halfpipe. Tijdens de Olympische Winterspelen van 2014 in Sotsji eindigde hij als vijfde in de halfpipe.
Op de wereldkampioenschappen freestyleskiën 2017 in de Spaanse Sierra Nevada eindigde Bowman als zesde in de halfpipe. Tijdens de Olympische Winterspelen van 2018 in Pyeongchang eindigde de Canadees, net als in 2014, als vijfde in de halfpipe. Op 22 maart 2018 boekte hij in Tignes zijn eerste wereldbekerzege.
In Park City nam hij deel aan de wereldkampioenschappen freestyleskiën 2019. Op dit toernooi veroverde hij de bronzen medaille op in de halfpipe.

## Resultaten

### Olympische Spelen
| Jaar | Plaats      | Resultaten  |
| ---- | ----------- | ----------- |
| 2014 | Sotsji      | 5e Halfpipe |
| 2018 | Pyeongchang | 5e Halfpipe |

### Wereldkampioenschappen
| Jaar | Plaats        | Resultaten   |
| ---- | ------------- | ------------ |
| 2011 | Deer Valley   | 11e Halfpipe |
| 2013 | Voss          | 10e Halfpipe |
| 2017 | Sierra Nevada | 6e Halfpipe  |
| 2019 | Park City     | Halfpipe     |

### Wereldbeker
Eindklasseringen
| Seizoen   | Algm   | HP     |
| --------- | ------ | ------ |
| 2008/2009 | 111e   | 20e    |
| 2010/2011 | 66e    | 10e    |
| 2011/2012 | 59e    | 4e     |
| 2012/2013 | 42e    | 10e    |
| 2013/2014 | 37e    | 6e     |
| 2014/2015 | 113e   | 16e    |
| 2015/2016 | 85e    | 11e    |
| 2016/2017 | 54e    | 8e     |
| 2017/2018 | 18e    | Brons  |
| 2018/2019 | 42e    | 7e     |
| 2019/2020 | Zilver | Zilver |

Wereldbekerzeges
| Datum            | Plaats        | Onderdeel |
| ---------------- | ------------- | --------- |
| 22 maart 2018    | Tignes        | Halfpipe  |
| 21 december 2019 | Secret Garden | Halfpipe  |